# 沈中虛
沈中虛，浙江嘉兴人，明朝政治人物。举人出身。

## 生平
萬曆七年（1579年）己卯科浙江鄉試第八十七名舉人，万历三十一年，擔任廣東廣州府永安縣知縣（現紫金縣知縣）。后由李懋楚接任。